# Милица Марковић
Милица Марковић (Бијељина, 2. новембар 1967 — Београд, 6. октобар 2023) била је српска политичарка и посланица у државном парламенту Босне и Херцеговине.

## Биографија
Милица Марковић је рођена 2. новембра 1967. године од оца Јова и мајке Стане. Рођена је у Бијељини, гдје завршава основну школу и гимназију. 1991. године дипломирала на Филозофском факултету у Новом Саду на одсјеку за романске језике. Предавала је хонорарно француски и латински језик у гимназији и средњој медицинској школи у Бијељини. Од 2002. године се налази на листи судских тумача за француски и италијански језик у Републици Српској. Такође, у периоду између 2005. и 2006. године налазила се на функцији директорице Дома омладине у Бијељини, који је преименован у Центар за културу у Бијељини. Политичку каријеру почиње 1990. године када се придружује Српској демократској странци (СДС). Осам година касније, 1998. године, прелази у Српски народни савез (СНС). Ипак, 2001. године прелази у Савез независних социјалдемократа (СНСД), гдје остаје све до смрти. Од 2012. године је чланица главног одбора странке и Предсједништва странке од 2015. године. На изборима 1998. године, као члан СНС-а, освојила је мандат у Народној скупштини Републике Српске. На првим изборима, након преласка у СНСД, 2006. године постаје посланица у Представничком дому Парламентарне скупштине Босне и Херцеговине, а четири године касније је још једном освојила мандат. Потом се на општим изборима 2014. године по трећи пут узастопно борила за државни парламент, али није освојила довољан број гласова, те је добила компензацијски мандат.
Преминула је 6. октобра 2023. године у Београду након дуге и тешке болести. Сахрањена је 10. октобра 2023. године на Градском гробљу у Пучилама у Бијељини.

## Страначка припадност
| Странка | Мјесто | Година    |
| ------- | ------ | --------- |
| СДС     | Члан   | 1990—1997 |
| СНС     | Члан   | 1998—2001 |
| СНСД    | Члан   | 2001—2023 |

## Приватни живот
Милица Марковић је разведена и има једног сина, Јована Елеза.